# معلاقة ألبية
معلاقة ألبية (الاسم العلمي:Podocarpus alpinus) هي نوع من النباتات تتبع جنس المعلاقة من الفصيلة المعلاقية.